# Kjell Bertil Högström
Kjell Bertil Högström, född 6 februari 1930 i Lund, död 26 december 2012, var en svensk målare och tecknare.
Högström var som konstnär autodidakt. Hans konst består av landskap ofta från Öland och stadsmotiv i olja och tempera samt figurstudier i kol. Högström är representerad vid Malmö museum, Helsingborgs museum och Landskrona museum.

### Fotnoter
1. ↑  Helsingborgs museum